# Диас, Сусана
Суса́на Ди́ас Паче́ко (исп. Susana Díaz Pacheco; род. 18 октября 1974, Севилья) — испанский политик, член ИСРП. Сенатор Генеральных кортесов Испании. В 2013—2019 годах занимала пост председателя правительства Андалусии. В 2013—2021 годах возглавляла региональное отделение партии в Андалусии.

## Биография
Сусана Диас окончила юридический факультет Севильского университета. В 17 лет вступила в молодёжную организацию ИСРП. На региональных и муниципальных выборах 1999 года была избрана в городской совет Севильи, где занималась преимущественно вопросами молодёжи и проблемами трудового рынка. На выборах 2004 года Диас была избрана депутатом нижней палаты испанского парламента. На выборах 2008 года стала депутатом верхней палаты испанского парламента, где выполняла функции пресс-секретаря парламентской фракции ИСРП.
В 2012 году Сусана Диас вернулась в Андалусию и вошла в состав регионального правительства, отвечала за вопросы равенства и координировала работу правительства с партнёром по коалиции — «Объединёнными левыми». После отказа Хосе Антонио Гриньяна баллотироваться на должность председателя правительства Андалусии Сусана Диас стала единственным кандидатом на эту должность от ИСРП и в начале сентября 2013 года была избрана председателем регионального правительства Андалусии. На внеочередном съезде ИСРП была избрана генеральным секретарём ИСРП в Андалусии.
На андалусских выборах 2015 года ИСРП под руководством Диас победила, но потеряла большинство в парламенте. Диас отказалась от перспектив соглашения с местным отделением новой левой партии «Подемос» под началом Тересы Родригес и вступила в коалицию с другой новой партией — «Граждане».
Сусана Диас состоит в браке с 2002 года, в июле 2015 года у неё родился сын.